# Eduard Tubin
Eduard Tubin (Torila, 18 giugno 1905 – Stoccolma, 17 novembre 1982) è stato un compositore e direttore d'orchestra estone naturalizzato svedese.

## Biografia
Tubin nacque nella contea di Tartu, nel governatorato della Livonia, allora parte dell'Impero russo. Entrambi i genitori erano appassionati di musica e il padre suonava il trombone nella banda del villaggio. Il suo primo contatto con la musica avvenne a scuola mentre imparava a suonare il flauto e altri strumenti, come il violino e la balalaika da autodidatta. In seguito il padre barattò una mucca per un pianoforte, e il giovane Eduard divenne ben presto noto in paese per il suo modo di suonare; suonò anche il flauto nell'orchestra villaggio.
Tubin entrò all'istituto magistrale di Tartu nel 1920, quando l'Estonia divenne indipendente dalla Russia, e iniziò ad interessarsi alla composizione musicale. Nel 1924 venne ammesso al conservatorio di Tartu, dove iniziò a studiare con il compositore estone Heino Eller. Si sposò con una compagna di studi, Linda Pirn, nel 1930 e due anni dopo nacque il loro figlio Rein. Tubin iniziò a lavorare come direttore d'orchestra al teatro Vanemuine e diresse uno dei più noti cori maschili con cui fece diversi viaggi all'estero. Nel 1938 conobbe Zoltán Kodály in Ungheria, che lo incoraggiò ad approfondire l'interesse per le canzoni popolari. Nel 1941 sposò la danzatrice Erika Saarik, dalla quale nel 1942 ebbe il figlio Eino.

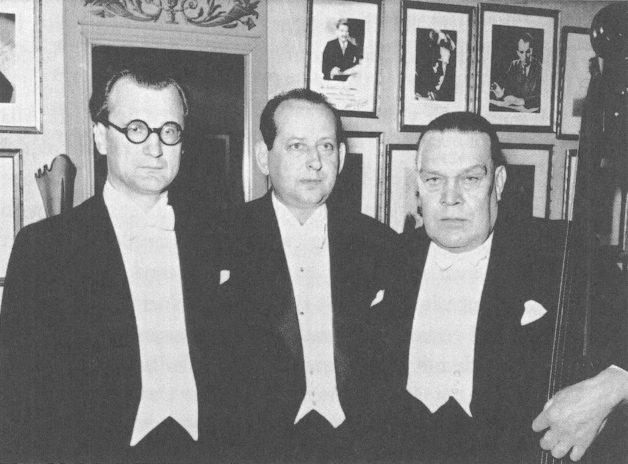
Il direttore d'orchestra Olav Roots, Eduard Tubin e il contrabbassista Ludvig Juht a Stoccolma nel 1947.

In seguito all'occupazione dell'Estonia da parte dell'Unione Sovietica nel 1944, Tubin si trasferì a Stoccolma con la moglie Erika e i figli Rein e Eino, e divenne cittadino svedese nel 1961. Quando venne ripristinato il teatro dell'operaal castello di Drottningholm gli venne offerto il posto di direttore d'orchestra, consentendolgi di dedicarsi alla composizione. In questa veste scrisse la maggior parte delle sue composizioni, comprendente due opere, le sinfonie dalla 5 alla 10, un secondo concerto per violino, un concerto per contrabbasso e uno per balalaica, un concertino per pianoforte, molta musica per violino e pianoforte, canzoni e musica corale. Verso gli ultimi anni di vita, Tubin lentamente cominciò a ottenere riconoscimento, in particolare dopo che il direttore d'orchestra Neeme Järvi, anch'egli un estone, fuggì negli Stati Uniti nel 1980. Nel suo ultimo anno di vita la sua decima sinfonia fu eseguita in cinque concerti dalla Boston Symphony Orchestra. Tubin ricevette diversi premi musicali svedesi e fu eletto membro dell'Accademia reale svedese di musica. Dopo una lunga malattia morì il 17 novembre 1982 a Stoccolma.

## Stile
Tubin usò spesso la musica popolare estone nelle sue opere, per esempio nella Sinfonietta su motivi estoni. Il suo balletto "Kratt" è interamente basato su melodie popolari. Nel 1938 Tubin aveva visitato l'isola estone Hiiumaa per raccogliere canti popolari. Egli era anche un ottimo orchestratore, e ciò può essere rilevato in particolare nella Terza e Quarta sinfonia.
Alla fine del 1940 avvenne un cambiamento nello stile di Tubin; la musica divenne armonicamente più stringente. Il finale della settima sinfonia fa molto uso di un tema dodecafonico, anche se tonale. Il passaggio ad uno stile meno nazionalista e più internazionale avvenne dopo che Tubin era fuggito in Svezia.
Tubin è forse meglio conosciuto per il suo trasferimento in Svezia. Anche se l'Estonia lo rivendica come uno dei loro più grandi compositori, la maggior parte delle sue composizioni vennero create in Svezia, che non gli diede l'attenzione che gli era dovuta. Tubin sta ottenendo il riconoscimento, tuttavia, in particolare per le sue ultime sinfonie e per la Seconda Sonata per pianoforte, che sono riconosciuti come capolavori. La maggior parte delle sue opere sono state registrate (ci sono due registrazioni complete delle sue sinfonie, dirette da Neeme Järvi e Arvo Volmer). Nel giugno 2005 la città di Tallinn ha celebrato il centenario della sua nascita con una festa in cui sono state eseguite tutte le sue sinfonie e gran parte del suo repertorio di pezzi per pianoforte e di musica da camera. Una sua statua è stata eretta a Tartu.
Un Museum Tubin è stato aperto presso il Castello Alatskivi vicino alla sua città natale nel 2011. Si tratta di una mostra sul compositore e gli altri membri della "scuola di Tartu", musicisti che hanno studiato sotto Heino Eller, tra cui Alfred Karindi, Eduard Oja, Roots Olav e Karl Leichter.
La International Eduard Tubin Society venne fondata in Estonia nel 2000 ed il suo scopo principale è quello di raccogliere una edizione delle sue opere, operazione in corso di attuazione.

## Opere principali
Orchestra
- Symphony No. 1 in C minor (1931–1934)
- Symphony No. 2 in B minor "Legendary" (1937)
- Symphony No. 3 in D minor "Heroic" (1940–1942, revised 1968)
- Symphony No. 4 in A "Lyrical" (1943, revised 1978)
- Symphony No. 5 in B minor (1946)
- Symphony No. 6 (1953–1954, revised 1956) (first version premiered September 1955 by Tor Mann[2])
- Symphony No. 7 (1955–1958)
- Symphony No. 8 (1965–1966)
- Symphony No. 9 "Sinfonia semplice" (1969)
- Symphony No. 10 (1973)
- Symphony No. 11 (incompleta)
- Suite on Estonian Themes (1929-30)
- Toccata (1937)
- Prelude Solennel (1940)
- Sinfonietta on Estonian Motifs (1940)
- Music for Strings (1962–1963)

Concerti
- Violin Concerto No. 1 in D major (1941–1942)
- Concertino for Piano and Orchestra (1944–1945)
- Violin Concerto No. 2 in G minor (1945)
- Double Bass Concerto (1948)
- Cello Concerto (unfinished - piano score, 1954 -1955)
- Balalaika Concerto (1963–1964)

Opera, balletto e pezzi corali
- Kratt, ballet in 4 acts (1938–1940, 2nd version 1940–1941, 3rd version 1959–1960); libretto Erika Saarik
- Inauguration Cantata for baritone, reciter, chorus and orchestra (1958)
- Barbara von Tisenhusen, opera in 3 acts (1967–1968); libretto Jaan Kross after a short story by Aino Kallas
- The Parson of Reigi (Reigi õpetaja), opera (1970–1971); libretto Aino Kallas, completed by Jaan Kross
- Requiem for Fallen Soldiers (1950, rev. 1979); text by Henrik Visnapuu and Marie Under

Musica da camera
- Piano Sonata No.1 (1928)
- Piano Sonata No. 2 "Northern Lights" (1950)
- Violin Sonata No.1 (1934–1936, revised 1968–1969)
- Capriccio No.1 for Violin and Piano (1937, revised 1971)
- Pastorale for Viola and Organ (1956)
- Viola Sonata (1964–1965)
- Alto Saxophone Sonata (1951)
- Piano Quartet in C sharp minor (ETW 59, 1929-30)[3]
- String Quartet (ETW 64, 1979)[3]